# St. Johann in Tirol
St. Johann in Tirol, Sankt Johann in Tirol – gmina targowa w Austrii,  w kraju związkowym Tyrol, w powiecie Kitzbühel. Jest bazą narciarską i ośrodkiem sportowym. Liczy 9036 mieszkańców (1 stycznia 2015). Leży na granicy dwóch pasm górskich Kaisergebirge i Alp Kitzbühelskich. W przeszłości często odbywały się tu zawody w ramach Pucharu Świata w narciarstwie dowolnym.

## Osoby urodzone w St. Johann in Tirol
- Andreas Widhölzl - skoczek narciarski
- DJ Ötzi - DJ

## Współpraca
Miejscowości partnerskie:
- Fuldabrück, Niemcy
- Redford, Stany Zjednoczone
- Rovaniemi, Finlandia
- Valeggio sul Mincio, Włochy

## Galeria

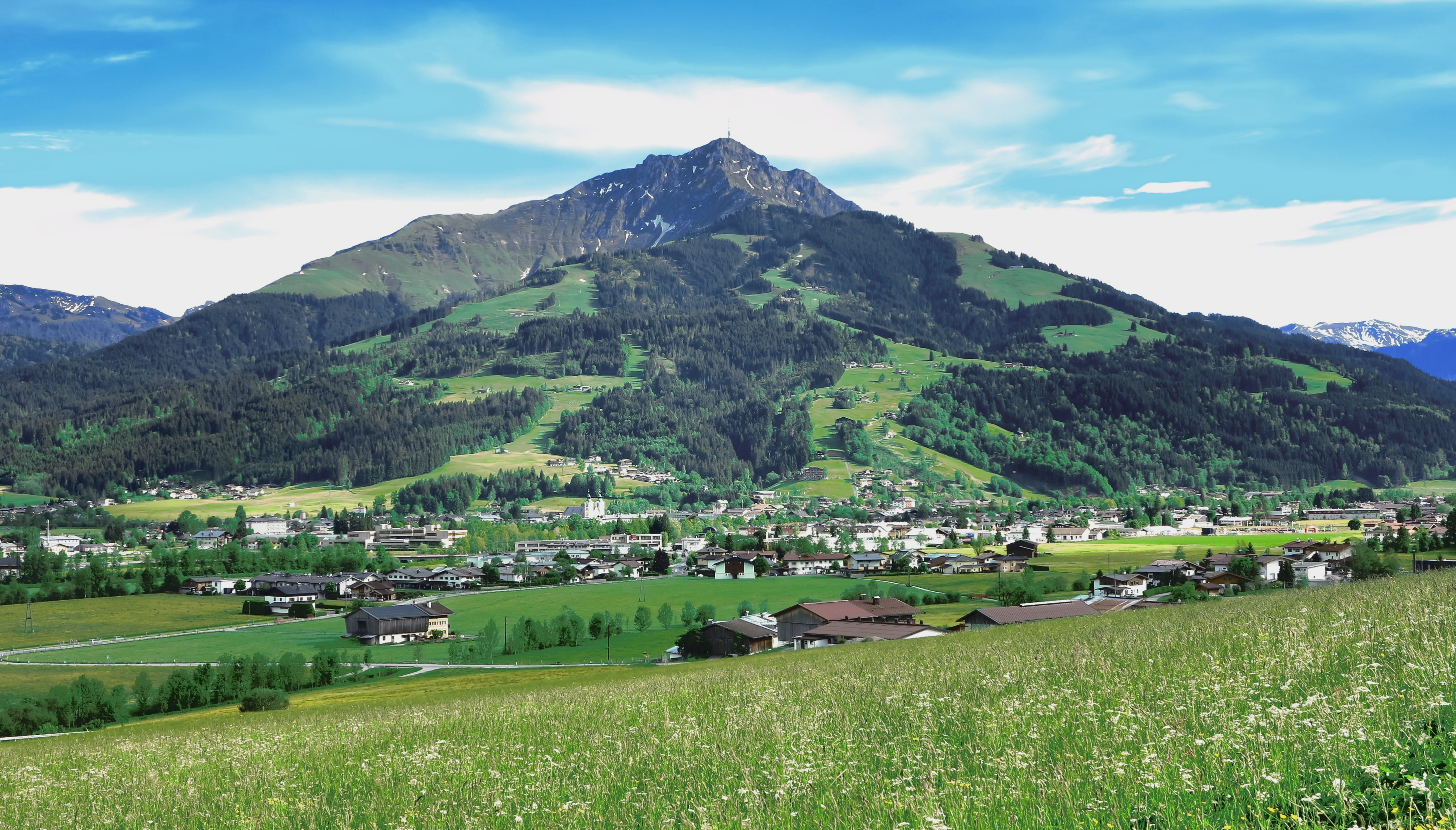
St. Johann in Tirol i Kitzbüheler Horn
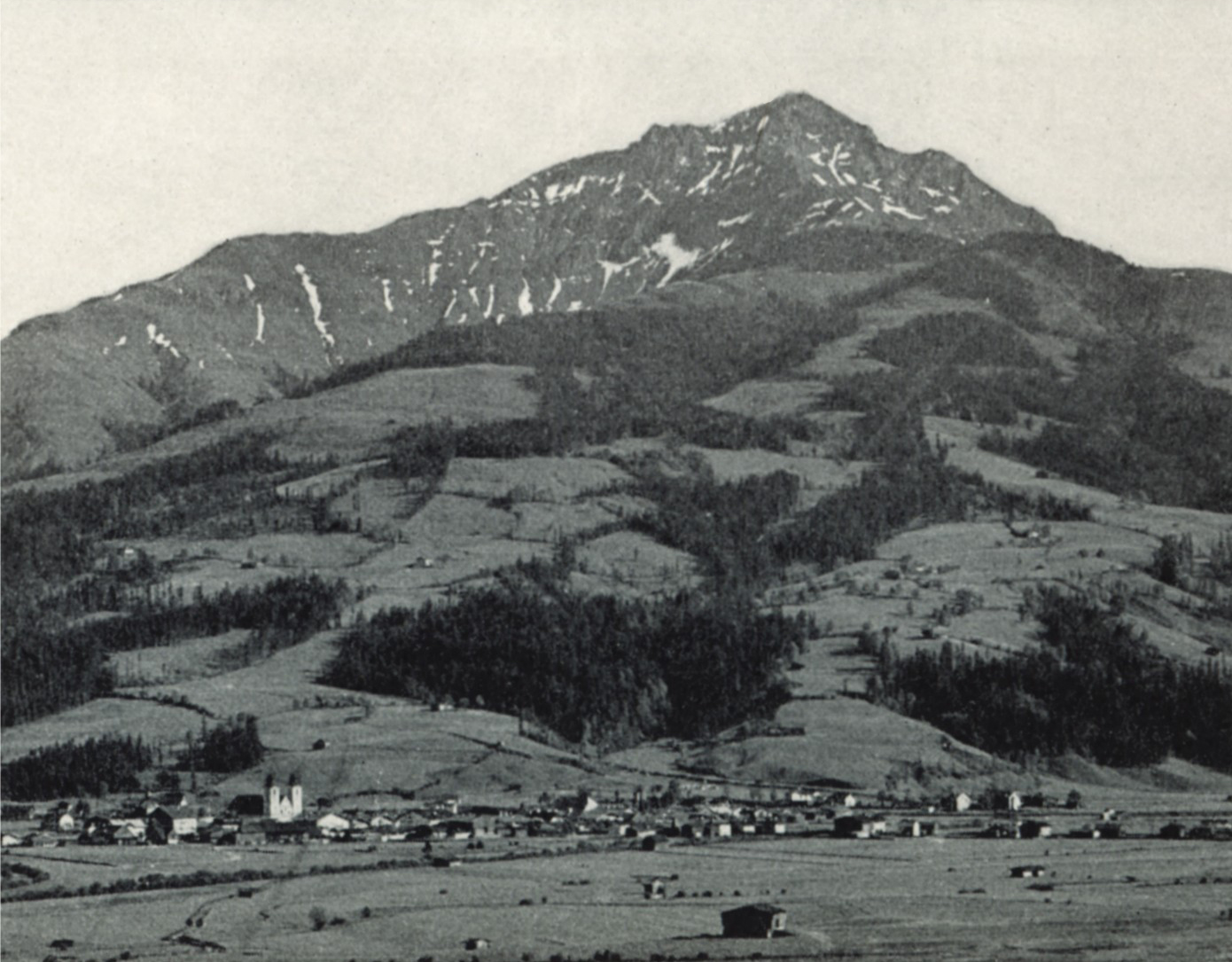
St. Johann in Tirol w 1898 r.
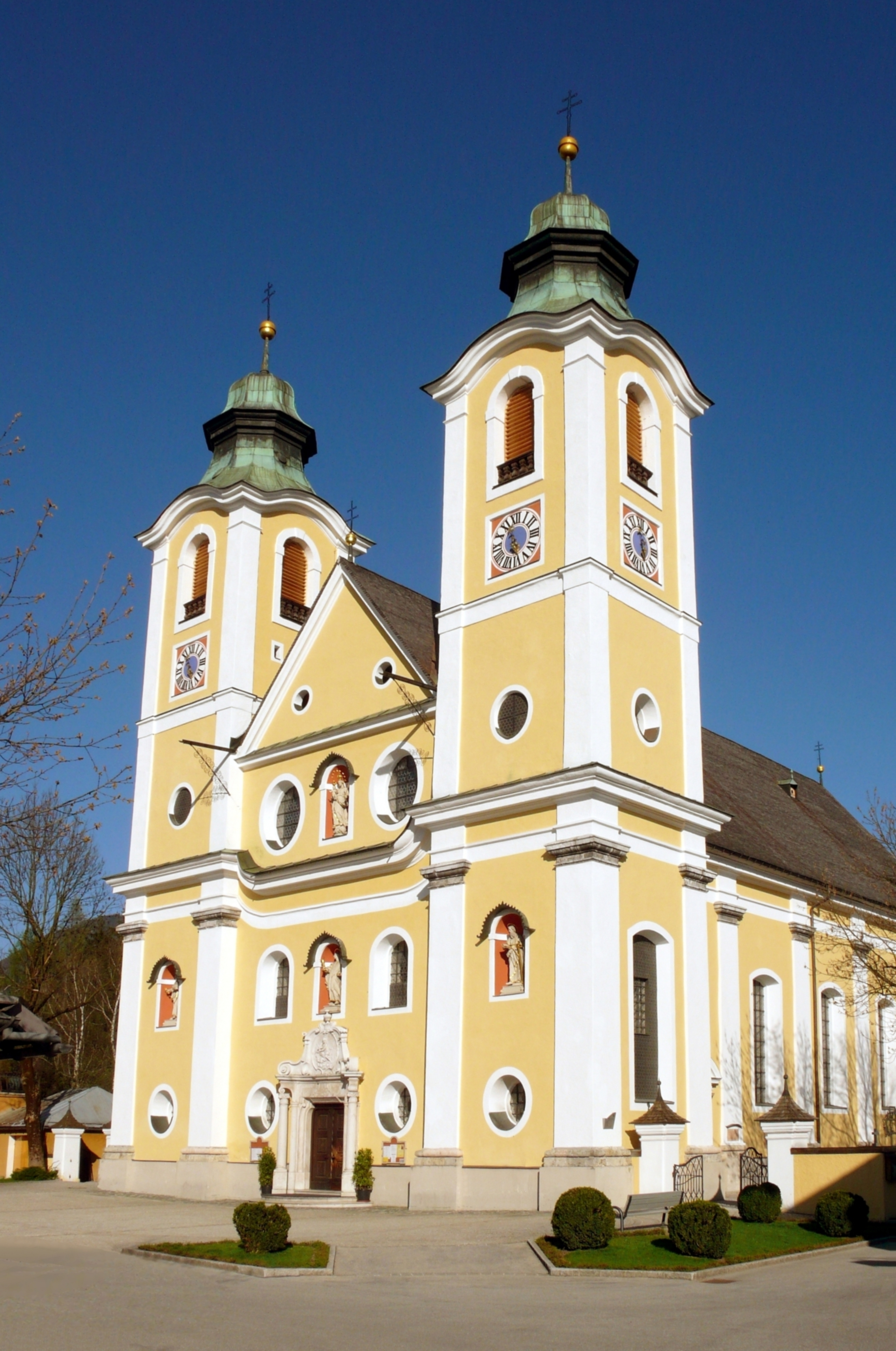
Kościół pw. Wniebowzięcia NMP (Maria Himmelfahrt)
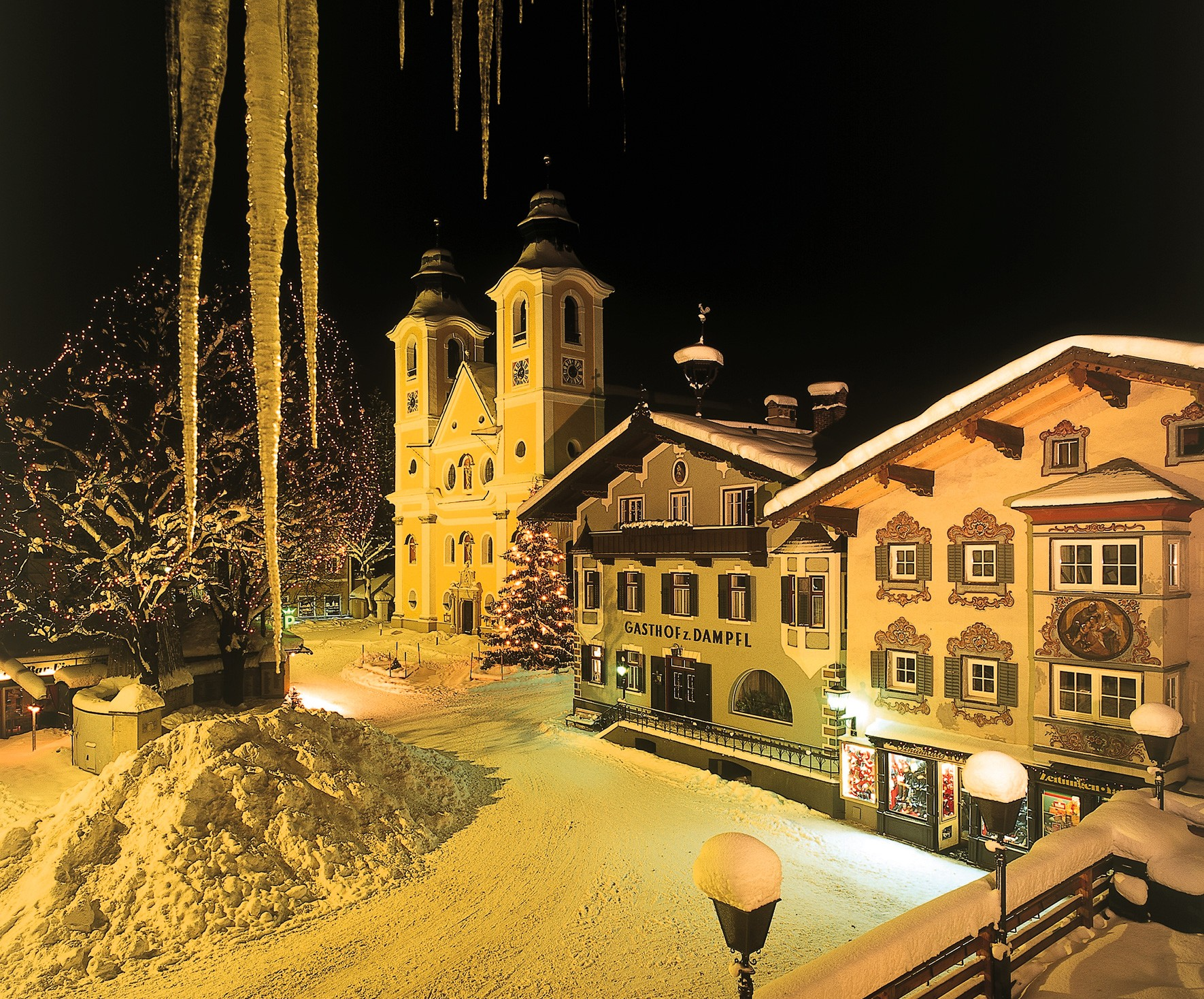
St. Johann in Tirol zimą